# Route nationale 19 (Vietnam)
Pour les articles homonymes, voir Route nationale 19.
La route nationale 19 (vietnamien : Quốc lộ 19) est une route nationale au Viêt Nam.

## Parcours
Longue de 239 km la route nationale 19 relie les montagnes centrales au port de Quy Nhon selon un itinéraire proche du 14e parallèle nord.
Elle part du port de Quy Nhon dans la province de Bình Định et se termine au poste poste frontière de Le Thanh dans la province de Gia Lai.

## Histoire
La Route Coloniale 19 ou RC19 est construite par les Français au début du XXe siècle.
Elle était la principale route reliant les hauts plateaux du centre à la région côtière du Viêt Nam.
La bataille du col de Mang Yang a eu lieu le long de la RC19 entre An Khê et Pleiku du 24 au 30 juin 1954.
Au début des années 1960, alors que la guerre du Vietnam commençait à s'intensifier, l'armée de la République du Vietnam (ARVN) et les forces spéciales américaines ont commencé à construire une chaîne de bases dans les hauts plateaux du centre pour interdire les flux d'hommes et de matériel en provenance du nord du Vietnam. 
En août 1965, la 1ère division de cavalerie établit le camp Radcliff à An Khe. 
La route 19 est devenue une artère d'approvisionnement vitale pour ces bases et le Vietcong et l'Armée populaire vietnamienne (PAVN) ont mené des embuscades fréquentes le long de la route.
En mars 1975,  lors de la bataille de Buôn Ma Thuột, le PAVN bloqua la route 19 empêchant le mouvement des renforts ARVN vers Pleiku et empêchant son utilisation lors de l'évacuation ultérieure des hauts plateaux du centre.